# Hakea ednieana
Hakea ednieana är en tvåhjärtbladig växtart som beskrevs av Tate. Hakea ednieana ingår i släktet Hakea och familjen Proteaceae. Inga underarter finns listade i Catalogue of Life.